# كأس روسيا لكرة القدم 1998–99
كأس روسيا لكرة القدم 1998–99 (بالروسية: Кубок России по футболу 1998/1999)‏ هو الموسم 7 من كأس روسيا لكرة القدم. أقيم خلال الفترة 8 مايو 1998 وحتى 26 مايو 1999، وأشرف على تنظيمه اتحاد روسيا لكرة القدم، وكان عدد الأندية المشاركة فيه 157، وفاز فيه زينيت سانت بطرسبرغ.